# Achille Perilli
Achille Perilli (Roma, 28 gennaio 1927 – Orvieto, 16 ottobre 2021) è stato un pittore italiano.

## Biografia
Frequenta il liceo classico e nel 1945 si iscrive alla facoltà di Lettere e prepara una tesi su Giorgio De Chirico senza però laurearsi. È stato cofondatore, con Attardi, Consagra, Dorazio, Guerrini, Accardi, Sanfilippo e Turcato, dell'avanguardia artistica detta Gruppo Forma 1 di ispirazione marxista.
Espone in numerosissime mostre personali e collettive tra cui si ricordano le partecipazioni alla Esposizione internazionale d'arte di Venezia del 1952, 1958 e nel 1962 e nel 1968 con una sala personale. Dal 1948 al 1986 partecipa a cinque edizioni della Quadriennale di Roma. Vincitore del XI Premio Lissone Pittura nel1959. Nel 1963-64 espone alla mostra Peintures italiennes d'aujourd'hui, organizzata in medio oriente e in nordafrica. Per il suo lavoro è diventato membro della Accademia nazionale di San Luca nel 1995 e ha ricevuto il premio presidente della repubblica nel 1997.
Fonda, insieme a Piero Dorazio, Guerrini, Renzo Vespignani, Buratti, Muccini e Maffioletti, il Gruppo Arte Sociale (GAS).
Insieme a Dorazio e a Guerrini fonda la Libreria-Galleria "Age d'Or" con la quale diviene organizzatore di diversi eventi artistici tra i quali spicca la collaborazione alla triennale di Milano invitato da Lucio Fontana.
La sua cifra stilistica è stata la costante ricerca dell'utilizzo e della combinazione di forme geometriche e di colori brillanti, proseguita lungo tutta la vita, indagando le forme dell'astrazione pur in una coerenza stilistica.

## Achille Perilli nei musei
- Fondazione Biscozzi Rimbaud, Lecce
- Museo di arte contemporanea, Roma[9]
- Collezione Roberto Casamonti, Firenze
- Museo d'Arte Contemporanea, Lissone